# Europäische Stiftung für Berufsbildung
Die Europäische Stiftung für Berufsbildung (ETF, englisch European Training Foundation) ist eine am 7. Mai 1990, mit der Verordnung (EWG) Nr. 1360/90 (neugefasst mit der Verordnung (EG) Nr. 1339/2008), vom Europäischen Rat gegründete und 1994 errichtete Agentur der EU. Sie hat ihren Sitz in Turin, Italien.
Die Organisation wird vorrangig außerhalb der Grenzen der Europäischen Union tätig. In Europa werden Projekte in Albanien, Bosnien und Herzegowina, Kroatien, Montenegro, Serbien und der Türkei unterstützt. Außerhalb Europas finden sich Projekte in Algerien, Armenien, Aserbaidschan, Belarus, Ägypten, Georgien, Israel, Jordan, Kasachstan, Kirgisistan, Libanon, Moldawien, Marokko, Russland, Syrien,  Tadschikistan, Tunesien, Turkmenistan, Ukraine und Usbekistan.
Ziel der ETF-Projekte ist es, die nationalen Systeme der Bildung und Ausbildung in den Partnerstaaten außerhalb der Europäischen Union zu fördern.